# Азовмаш

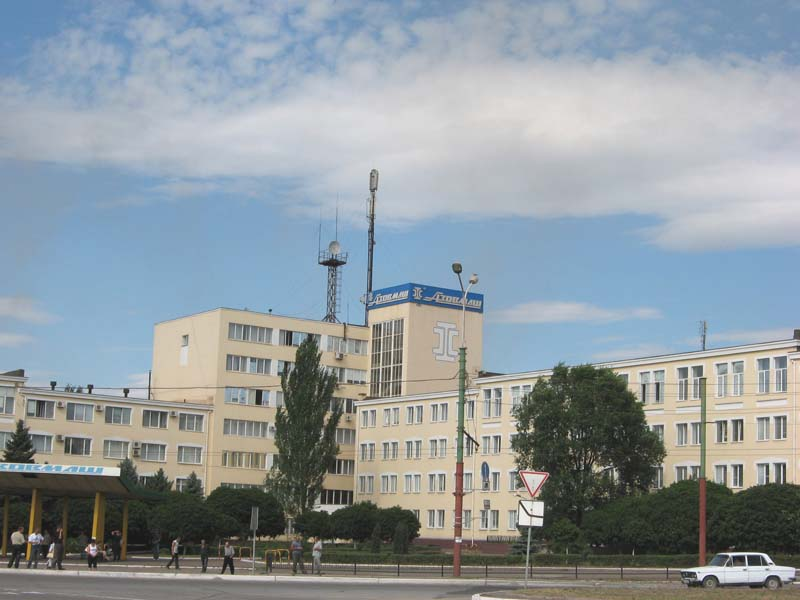
Загальний вигляд з площі Машинобудівників

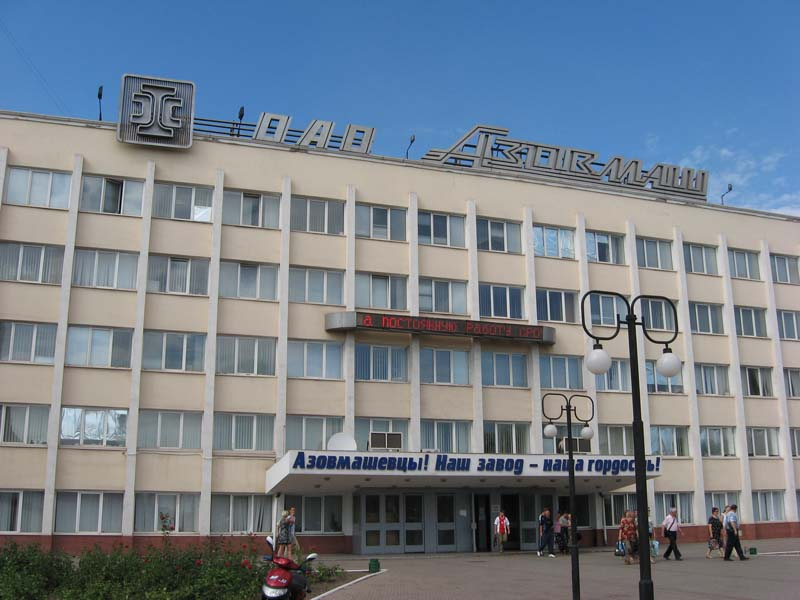
Заводоуправління «Азовмаша»

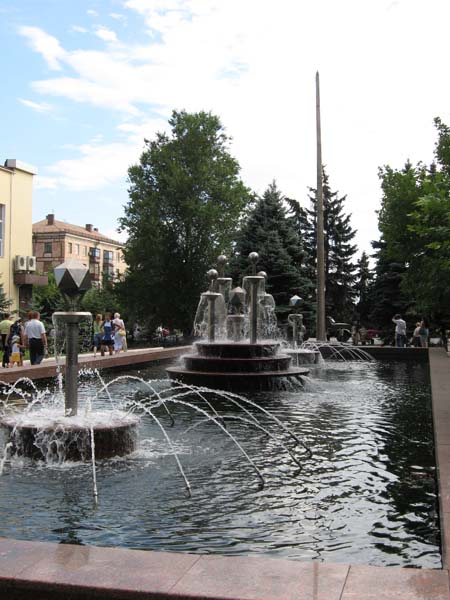
Парк біля заводоуправління «Азовмаша»

Публічне акціонерне товприство «Азовма́ш» — керуюча компанія, один з найбільших машинобудівних концернів України в області вагонобудування, важкого та загального машинобудування. Є правонаступником науково-виробничого об'єднання «Ждановтяжмаш», заснованого у 1957 в місті Маріуполь.
До утворення ПАТ «Азовмаш» у 2000 році існували з 1991 року окремі фінансово-промислові частини:
- ВАТ «Азовобщемаш» (автоцистерни)
- Фірма «Азоввагон»
- ВАТ «Азов»
- Багатопрофільне підприємство «Азовмашпром»
- ВАТ «Маріупольський термічний завод» (устаткування для металургійних, хімічних заводів, атомних електростанцій, нафтогазової промисловості)
- ЗАТ «Торговий Дім Азовобщемаш» (продаж продукції концерну)
- ГСКТІ

Підприємство формально належить країні, але ж фактично — «System Capital Management» (Донецька фінансово-економічна група на чолі з Ринатом Ахметовим).
ПАТ «Азовмаш» — у 2006—2012 роках найбільше підприємство машинобудування. У номенклатурі виробництва провідне місце займає виготовлення вантажних вагонів і цистерн, гірничометалургійне устаткування, спецмашинобудування. На підприємстві працювало близько 18 000 осіб до 2012 р.
2006 року підприємство вперше виробило продукції на 3 млрд грн, дві третини якої пішли на експорт.